# Georges Eugène Haussmann
Georges Eugène Haussmann vagy közkeletű nevén Haussmann báró (Párizs, 1809. március 27. – Párizs, 1891. január 12.) francia várospolitikus. III. Napóleon császár uralkodása alatt, 1853–1870 között Seine megye prefektusaként a francia főváros arculatát napjainkban is meghatározó nagyszabású urbanizáció irányítója volt. Az évtizedekig tartó munkálatok során a középkori, zsúfolt és nyomorúságos városrészeket a földdel tették egyenlővé, s helyükön a várost szellőssé tevő sugárutakat nyitottak, köztereket és parkokat alakítottak ki, bérházakat, középületeket építettek, és jelentős infrastrukturális beruházásokra is sor került. Nevéhez fűződik többek között a Cité-sziget építészeti kialakítása, az Igazságügyi palota, az Opéra Garnier, a Forum des Halles vásárcsarnok kialakítása. Munkájával a 19. század végének európai nagyvároseszményét alakította ki, noha kortársai és az utókor is kritikával illették és illetik működésének egyes eredményeit.

## További irodalom
- Illés Iván: Regionális gazdaságtan: Területfejlesztés. Budapest: Typotex. 2008. ISBN 978-963-279-004-6